# Aulosaphoides flavistigmus
Aulosaphoides flavistigmus is een insect dat behoort tot de orde vliesvleugeligen (Hymenoptera) en de familie van de schildwespen (Braconidae). De wetenschappelijke naam van de soort werd voor het eerst geldig gepubliceerd door Yang, Huang & Chen in 2007.